# Aleksej Kasatonov
Aleksej Viktorovič Kasatonov (in russo Алексей Викторович Касатонов?; Leningrado, 14 ottobre 1959) è un ex hockeista su ghiaccio, allenatore di hockey su ghiaccio e dirigente sportivo russo.

## Biografia
Nato nella città quando aveva il nome di Leningrado, fu protagonista in tre olimpiadi invernali: dopo aver vinto una medaglia d'argento a Lake Placid 1980, vinse la medaglia d'oro a Sarajevo 1984 e successivamente un'altra medaglia d'oro a Calgary 1988.
Inoltre vinse cinque campionati mondiali di hockey su ghiaccio: 3 anni di seguito (1981, 1982 e 1983) e altre due edizioni, 1986 e 1989.

## Palmarès

### Nazionale
- Giochi olimpici: 2

Sarajevo 1984, Calgary 1988
- Campionato mondiale di hockey su ghiaccio: 5

Svezia 1981, Finlandia 1982, Germania Ovest 1983, URSS 1986, Svezia 1989
- Canada Cup: 1

1981

### Individuale
- IIHF Hall of Fame: 1

2009
- NHL All-Star Game: 1

1994
- Canada Cup All-Star Team: 1

1981
- Campionato mondiale di hockey su ghiaccio Under-20 All-Star Team: 1

Svezia 1979
- Miglior difensore del Campionato mondiale di hockey su ghiaccio Under-20: 1

Svezia 1979
- Campionato mondiale di hockey su ghiaccio All-Star Team: 5

Finlandia 1982, Germania Ovest 1983, Cecoslovacchia 1985, URSS 1986, Finlandia 1991
- Miglior difensore del Campionato mondiale di hockey su ghiaccio: 1

Germania Ovest 1983